# Zoe Hoskins
Zoe Hoskins (ur. 17 stycznia 1981 w Edmonton) – kanadyjska wioślarka.

## Osiągnięcia
- Mistrzostwa Świata – Eton 2006 – czwórka podwójna – 7. miejsce[1].
- Igrzyska Olimpijskie – Pekin 2008 – dwójka bez sternika – 9. miejsce[1].